# Zwemmen op de Olympische Zomerspelen 1900

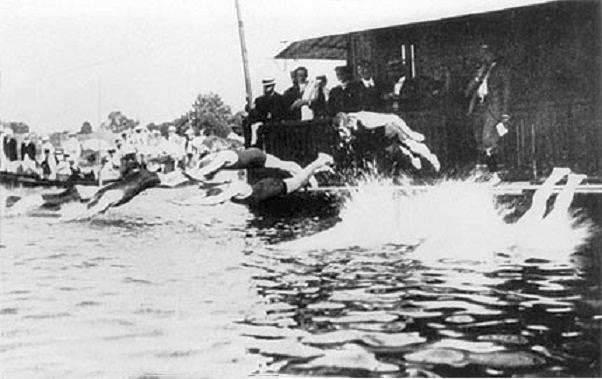
zwemmen op de Olympische Zomerspelen 1900

Zwemmen is een van de sporten die beoefend werden tijdens de Olympische Zomerspelen 1900 in Parijs.

## Heren

### 200 m vrije slag
| rang   | sporter             | land | tijd   |
| ------ | ------------------- | ---- | ------ |
| Goud   | Frederick Lane      | AUS  | 2:25.2 |
| Zilver | Zoltán Halmay       | HUN  | 2:31.4 |
| Brons  | Karl Ruberl         | AUT  | 2:32.0 |
| 4      | Robert Crawshaw     | GBR  | 2:45.6 |
| 5      | Maurice Hochepied   | FRA  | 2:53.0 |
| 6      | Frederick Stapleton | GBR  | 2:55.0 |
| 7      | Jules Clévenot      | FRA  | 2:56.2 |
| 8      | Julius Frey         | GER  | 2:58.2 |

### 1000 m vrije slag
| rang   | sporter           | land | tijd    |
| ------ | ----------------- | ---- | ------- |
| Goud   | John Jarvis       | GBR  | 13:40.2 |
| Zilver | Otto Wahle        | AUT  | 14:43.6 |
| Brons  | Zoltán Halmay     | HUN  | 15:16.4 |
| 4      | Max Hainle        | GER  | 15:22.6 |
| 5      | Louis Martin      | FRA  | 16:30.4 |
| 6      | Jean Leuillieux   | FRA  | 16:53.2 |
| 7      | Maurice Hochepied | FRA  | 16:53.4 |
| 8      | Verbecke          | FRA  | 17:13.8 |

### 4000 m vrije slag
| rang   | sporter        | land | tijd      |
| ------ | -------------- | ---- | --------- |
| Goud   | John Jarvis    | GBR  | 58:24.0   |
| Zilver | Zoltán Halmay  | HUN  | 1:08:55.4 |
| Brons  | Louis Martin   | FRA  | 1:13:08.4 |
| 4      | Thomas Burgess | GBR  | 1:15:07.6 |
| 5      | Eduard Meijer  | NED  | 1:16:37.2 |
| 6      | Fabio Magnoni  | ITA  | 1:18:25.4 |
| 7      | E. Martin      | FRA  | 1:26:32.2 |
| —      | Anderlé        | AUT  | DNF       |
| —      | William Henry  | GBR  | DNF       |

### 200 m rugslag
| rang   | sporter               | land | tijd   |
| ------ | --------------------- | ---- | ------ |
| Goud   | Ernst Hoppenberg      | GER  | 2:47.0 |
| Zilver | Karl Ruberl           | AUT  | 2:56.0 |
| Brons  | Johannes Drost        | NED  | 3:01.0 |
| 4      | Johannes Dirk Bloemen | NED  | 3:02.2 |
| 5      | Thomas Burgess        | GBR  | 3:12.0 |
| 6      | de Romand             | FRA  | 3:38.0 |
| 7      | Bussetti              | ITA  | 3:45.0 |
| 8      | Erik Erickson         | SWE  | 3:56.4 |

### 200 m ploegen
| rang   | sporter | land | tijd                               | punten        | totaal |
| ------ | --- | ---- | ---------------------------------- | ------------- | ------ |
| Goud   | Deutscher Schwimm Verband Berlin Julius Frey Max Hainle Ernst Hoppenberg Herbert von Petersdorff Max Schöne | GER  | 2:55.0 2:36.0 2:35.4 DNS 2:42.0    | 4 2 1 20 6    | 33     |
| Zilver | Tritons Lillois Bertrand M. Cadet Maurice Hochepied Victor Hochepied Verbecke                               | FRA  | 3:00.0 3:18.0 2:53.0 2:56.4 3:01.6 | 5 18 3 12 13  | 51     |
| Brons  | Pupilles de Neptune de Lille Houben Jean Leuillieux Louis Martin Désiré Merchez Tartara                     | FRA  | DNS 3:02.0 2:51.4 2:55.4 2:48.6    | 20 14 11 9 8  | 62     |
| 4      | Libellule de Paris Jules Clévenot Rosier Féret Gasaigne Pelloy                                              | FRA  | 2:45.0 3:04.4 3:00.4 3:02.0 3:06.0 | 7 10 15 16 17 | 65     |

### 200 m hinderniszwemmen
| rang   | sporter             | land | tijd   |
| ------ | ------------------- | ---- | ------ |
| Goud   | Frederick Lane      | AUS  | 2:38.4 |
| Zilver | Otto Wahle          | AUT  | 2:40.0 |
| Brons  | Peter Kemp          | GBR  | 2:47.4 |
| 4      | Karl Ruberl         | AUT  | 2:51.2 |
| 5      | Frederick Stapleton | GBR  | 2:55.0 |
| 6      | William Henry       | GBR  | 2:58.0 |
| 7      | Maurice Hochepied   | FRA  | 2:58.0 |
| 8      | Verbecke            | FRA  | 3:08.4 |

### onderwaterzwemmen
Onderwaterzwemmen stond slechts een keer op het programma van de Olympische Spelen. Veertien deelnemers doken in de Seine.
| rang   | sporter               | land | tijd | meter | score |
| ------ | --------------------- | ---- | ---- | ----- | ----- |
| Goud   | Charles de Vendeville | FRA  | 68.4 | 60.00 | 188.4 |
| Zilver | André Six             | FRA  | 65.4 | 60.00 | 185.4 |
| Brons  | Peder Lykkeberg       | DEN  | 90.0 | 28.50 | 147.0 |
| 4      | de Romand             | FRA  | 50.2 | 47.50 | 145.2 |
| 5      | Tisserand             | FRA  | 48.0 | 30.75 | 109.5 |
| 6      | Hans Aniol            | GER  | 30.0 | 36.95 | 103.9 |
| 7      | Menault               | FRA  | 38.4 | 32.50 | 103.4 |
| 8      | Louis Marc            | FRA  | 32.0 | 34.00 | 100.0 |

## Medaillespiegel
| rang   | land             | goud | zilver | brons | totaal |
| ------ | ---------------- | ---- | ------ | ----- | ------ |
| 1      | Groot-Brittannië | 2    | 0      | 1     | 3      |
| 2      | Australië        | 2    | 0      | 0     | 2      |
| 2      | Duitsland        | 2    | 0      | 0     | 2      |
| 4      | Frankrijk        | 1    | 2      | 2     | 5      |
| 5      | Oostenrijk       | 0    | 3      | 1     | 4      |
| 6      | Hongarije        | 0    | 2      | 1     | 3      |
| 7      | Denemarken       | 0    | 0      | 1     | 1      |
| 7      | Nederland        | 0    | 0      | 1     | 1      |
| totaal | totaal           | 7    | 7      | 7     | 21     |

Athene 1896 · 
Parijs 1900 · 
St. Louis 1904 · 
Londen 1908 · 
Stockholm 1912 · 
Antwerpen 1920 · 
Parijs 1924 · 
Amsterdam 1928 · 
Los Angeles 1932 · 
Berlijn 1936 · 
Londen 1948 · 
Helsinki 1952 · 
Melbourne 1956 · 
Rome 1960 · 
Tokio 1964 · 
Mexico-stad 1968 · 
München 1972 · 
Montréal 1976 · 
Moskou 1980 · 
Los Angeles 1984 · 
Seoel 1988 · 
Barcelona 1992 · 
Atlanta 1996 · 
Sydney 2000 · 
Athene 2004 · 
Peking 2008 · 
Londen 2012 · 
Rio de Janeiro 2016 ·
Tokio 2020 ·
Parijs 2024 ·
Los Angeles 2028 
Medaillewinnaars · Olympische records
Atletiek · Boogschieten · Cricket · Croquet · Golf · Paardensport · Pelota · Polo · Roeien · Rugby · Schermen · Schietsport · Tennis · Touwtrekken · Turnen · Voetbal · Waterpolo · Wielersport · Zeilen · Zwemmen